# Campanula scheuchzeri
Espèce
Classification APG III (2009)
Statut de conservation UICN

 LC  : Préoccupation mineure
Campanula scheuchzeri, la Campanule de Scheuchzer, est une espèce de plantes herbacées de montagnes appartenant à la famille des Campanulacées.

## Description

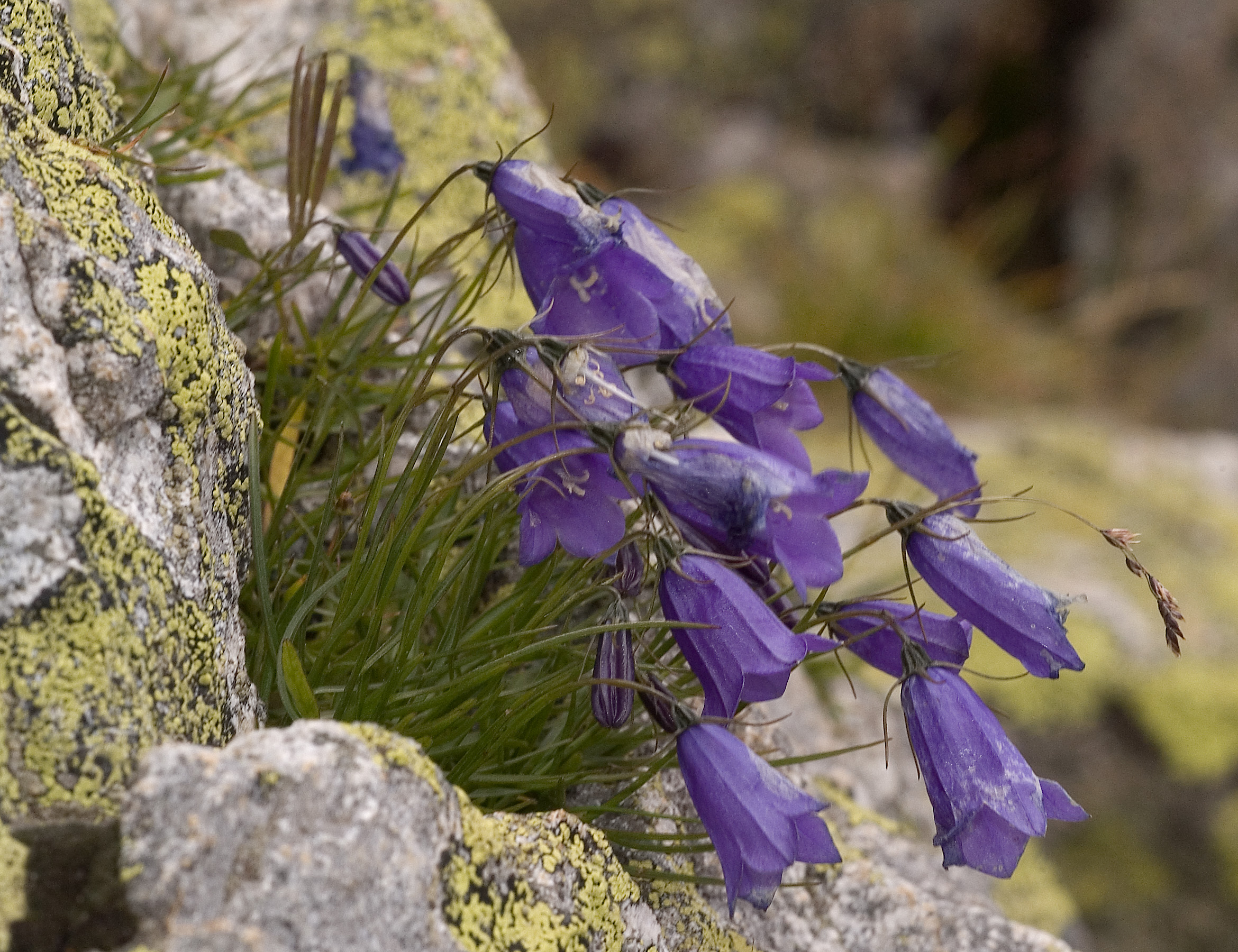
Campanula scheuchzeri

Plante haute de 10 à 80 cm dont les minces tiges florifères portent des feuilles étroites, sans pétiole. Les fleurs bleu violacé en forme de clochettes sont grandes, souvent solitaires.
La floraison a lieu de juin à août (voire septembre). On la rencontre de 600 à 2650 m d'altitude.

## Habitat
Régions montagneuses : pâturages, pelouses, rocailles.

## Sous-espèces, variétés et formes
Selon World Checklist of Selected Plant Families (WCSP) (2 nov. 2010), Campanula scheuchzeri comporte de nombreuses formes.